# 藤野漸
藤野 漸（ふじの すすむ、1842年12月12日〈天保13年11月11日〉 - 1915年〈大正4年〉6月25日）は、明治の能楽師（宝生流）。
甥に俳人の正岡子規、詩人の服部嘉香がいる。

## 生涯
1842年（天保13年）、伊予松山藩士の家に生まれた。幼いころ、池内信夫から下掛宝生流を習った。
1880年（明治13年）に上京して官職や久松家々職を勤める傍ら、藩の元抱え脇師である吉田寛親の口添えで宝生新朔に師事して免許皆伝を受けた。1892年（明治25年）の帰郷後は、松山で後進の指導や流儀の振興に尽くした。また、五十二銀行（後の伊予銀行）の創立・経営に携わり、2代目頭取に就任した。洋々会を作り、度々家元らを招いて同流の普及に努めた。後に松山能楽会会長として神能の地頭を務めた。古稀を迎えてからは下掛宝生流謡本の校正を始めたが、十番を残して1915年（大正4年）6月25日に死去した。